# Siyancuma Local Municipality
Siyancuma (früher Griekwastad, englisch Siyancuma Local Municipality) ist eine Lokalgemeinde im Distrikt Pixley Ka Seme der südafrikanischen Provinz Nordkap in Südafrika. Der Sitz der Gemeindeverwaltung befindet sich in Douglas. Bürgermeisterin ist Lorraine Oliphant.
Der Name der Gemeinde ist ein isiXhosa-Begriff für ‚wir lächeln‘. Die ursprünglichen Einwohner der Gemeinde waren Batswana, Griqua und weitere Mischlinge. Der Abbau der Apartheid-Gesetze holte gemäß dem Gemeindenamen „das Lächeln auf die Gesichter der Bewohner zurück“.

## Städte und Orte
- Breipaal
- Campbell
- Douglas
- Griekwastad
- Mathlomola
- Phelindaba
- Schmidtsdrift

## Bevölkerung
Im Jahr 2011 hatte die Gemeinde 37.076 Einwohner. Davon waren 57,5 % Coloured, 33 % schwarz und 7,5 % weiß. Gesprochen wurde zu 88,9 % Afrikaans, zu 5,1 % Setswana und zu 1,3 % Englisch.